# Monacanthus tuckeri

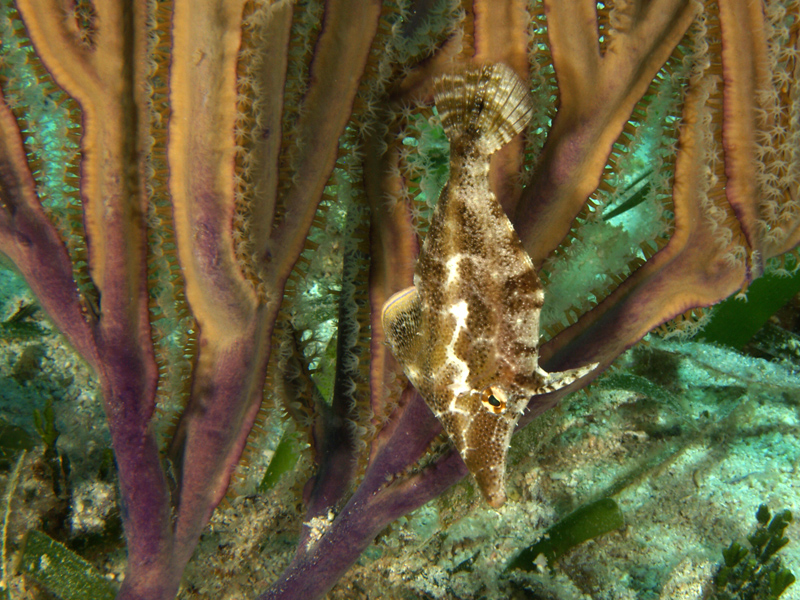
Monacanthus tuckeri

Monacanthus tuckeri és una espècie de peix de la família dels monacàntids i de l'ordre dels tetraodontiformes.

## Morfologia
- Els mascles poden assolir 10 cm de longitud total.[2]

## Alimentació
Menja algues i invertebrats.

## Depredadors
És depredat per la llampuga (Coryphaena hippurus) i Cephalopholis fulva.

## Hàbitat
És un peix marí, de clima subtropical i associat als esculls de corall que viu entre 2-50 m de fondària.

## Distribució geogràfica
Es troba a l'Atlàntic occidental (des de Carolina del Nord -Estats Units- i Bermuda fins a les Antilles i el nord de Sud-amèrica).

## Observacions
És inofensiu per als humans.